# 種無しパン
種無しパン（たねましパン）または無酵母パン（むこうぼパン）、無発酵パン（むはっこうパン、英: Unleavened bread）は、膨張剤を使用せずに製造する幅広い種類のパンを指す言葉である。種無しパンは一般的にフラットブレッドであるが、全てのフラットブレッドが種無しパンである訳ではない。ホブズや空心餅のように、同じ名前でも発酵させるタイプと発酵させないタイプが混在しているものもある。トルティーヤやロティは、それぞれ中央アメリカ、南アジアの主食となる。

## 歴史・民俗
メソポタミア文明での麦栽培の発展とともに、加工した麦を保存できるように工夫している過程で生まれたのが無発酵パンと言われている。
現代でも「肥沃な三日月地帯」を中心に無発酵パンが作られるエリアが世界に数多く存在する。それは、膨張力の低い品種の麦や雑穀を使う事や、調達できる火力が低くても調理できる事、移動生活でも持ち運べる程度の調理器具でも焼ける事、平焼きパンを食器代わりにする食事のスタイル、などによる合理的な選択の結果とも言える。

## 宗教的な重要性
種無しパンは、ユダヤ教やキリスト教においてシンボル的な重要性を持っている。ユダヤ教徒は過越の期間中にマッツァー等の種無しパンを食べる。この行事は元々「種入れぬパンの祭（除酵祭）」といい、「出エジプト記」によれば死刑を含んだ厳しい戒律だった。キリスト教の典礼における聖餐の際にも用いられる。これの由来となった最後の晩餐では、イエス・キリストが弟子とともにパンを食べた。
カトリック教会の教会法では、聖体には種無しパンや種無しウエハースを用いられるように定められている。プロテスタント教会はカトリック教会の慣習を踏襲する傾向があるが、その他は宗派の特徴や地域の事情に応じて、種無しウエハースや普通のパンを用いる。
一方、大部分の東方教会は旧約聖書に関連する聖体に種無しパンを用いることを明確に禁止しており、新しい契約の象徴として酵母で発酵させたパンのみを許容している。実際に、これは東西教会の分裂をもたらした3つの争点のうちの1つであったと言われている。

## 種無しパンの種類
- マッツァー - ユダヤ教のフラットブレッド
- トルティーヤ - メソアメリカ/メキシコのフラットブレッド
- ロティ - チャパティやダルプーリ等を含む南アジアのフラットブレッド
- アッシュケーキ - 手近な穀類、豆類、木の実を挽いた粉を捏ね、薄く平たく成形し、焚き火や囲炉裏の熱い灰の中に埋めて焼いたもの。バナナなどの植物の葉で包んで焼くこともある。野外のキャンプなどで調理される[3][4]。
- お好み焼き - 主に大阪で食べたられ、水で溶いた小麦粉に生卵・キャベツ・桜エビなどを混ぜて焼く。上に豚バラ・紅生姜・天かすを乗せることが多く、ソース・青のりをかけて食べる。広島では焼きそば入れた、重ね焼きをする。客が焼くスタイルの店も、多かったりする。東京には「もんじゃ」があるが、子供のおやつという扱いである。
- たこ焼き - 水で溶いた小麦粉に茹でタコを入れて、専用のタコ焼き機で焼く。お好み焼きと違って、テイクアウトの店が多い。
- チヂミ - 韓国風のお好み焼きで、水を多めにして、ゴマ油で薄く焼いている。中には、ニラが入っている。